# Makiba no Shoujo Katori
Катри, девочка с лугов (яп. 牧場の少女カトリ Макиба но сё:дзё Катори) — аниме-сериал по мотивам романа «Пастушка, служанка и хозяйка» (Paimen, Piika Ja emäntä) финской писательницы Ауни Нуоливаары. Сериал первоначально транслировался в Японии в 1984 году как часть серии аниме для детей «Театр мировых шедевров» от Nippon Animation. В Европе, где серия «Театра» завоевала огромный успех, «Катри, девочка с лугов» не очень популярна. Она была выпущена в различных странах, включая Испанию, Италию, Францию и Германию, но никогда не была показана в Финляндии.

## Сюжет
Прошло три года с тех пор, как мать Катри уехала на заработки в Германию, оставив свою дочь в Финляндии. Катри живёт со своими дедушкой и бабушкой. Финляндия находится под властью России, жители этих земель получают мало или вообще никаких новостей из-за пределов страны, и никто не знает, сможет ли Катри снова увидеть мать. Дела на ферме бабушки и дедушки Катри обстоят плохо: урожай невелик, единственная корова была убита медведем, денег не осталось. Катри находит работу на соседней ферме. Для девочки девяти лет это тяжелая и утомительная работа.

## Персонажи

### Деревня Парки
Катри Уконнеми (яп. カトリ・ウコンネミ Катори Уконнэми) — главная героиня. Её отец умер когда ей было 3 года, в связи с этим её мать уехала работать служанкой оставив дочь на попечение родителей мужа. По семейным обстоятельствам Катри была вынуждена пойти работать в возрасте 9-лет. Обладает сильным чувством ответственности, очень добрая и упрямая как и её дед. В 34 эпизоде упоминается что Катри родилась в Тампере.
Сэйю: Хитоми Оикава
Сара Уконнеми (яп. サラ・ウコンネミ Сара Уконнэми) — мать Катри. В связи со смертью мужа была вынуждена пойти работать служанкой, так как семья в которой она работала уезжала в Германию, Сара была вынуждена поехать с ними, где её и застала война. Перед отъездом в Германию она подарила дочери таксу, которую Катри назвала Абелем.
Сэйю: Тосико Фудзита
Юлис Уконнеми (яп. ユリス・ウコンネミ Юрису Уконнэми) — дед Катри. Свекор Сары. Страдает от болезни сердца. Это упрямый старик, очень любит Катри.
Сэйю: Кохэй Мияути
Ильда Уконнеми (яп. イルダ・ウコンネミ Ируда Уконнэми) — бабушка Катри. Свекровь Сары. Это добрая бабушка. Страдает невралгией.
Сэйю: Хисако Кёда
Абель (яп. アベル Абэру) — такса Катри.
Сэйю: Наоки Тасута

### Дом Хальмов
Мартти Хальм (яп. マルティ・ハルマ Марути Харуму) — друг Катри, приходится ей дальним родственником, а также ровесником. Когда Катри было 8 лет, она пасла коров на ферме Хальмов, спустя год они вновь встретились, познакомились и подружились. Ленивый, но храбрый мальчик. Один из лучших друзей Катри.
Сэйю: Тору Фуруя
Вяйнё Хальм (яп. ベイネ・ハルマ Бэинэ Харуму) — хозяин фермы Хальм, отец Мартти. Юлис упоминал, что его отец и дедушка Вяйнё были двоюродными братьями. В начале был скупым человеком, но позже очень полюбил Катри и стал добр к семье Уконнеми.
Мари Хальм (яп. マリ・ハルマ Мари Харуму) — старшая сестра Мартти, строгая, но добрая девочка. Она подарила Катри книгу «Отверженные» Виктора Гюго.
Сэйю: Юко Цуга
Тополь (яп. トポル Топору) — башмачник. Именно он рассказал Мартти о том, что на ферме Райккола ищут пастушку.
Сэйю: Сёдзо Идзука
Милоре (яп. ミローレ Миро:рэ) — работница Хальмов.

### Дом Райккола
Теэму Райккола (яп. テーム・ライッコラ Тэ:му Райккора) — Хозяин фермы Райккола. По словам его жены, его любимым блюдом является летний суп.  Сперва недооценил Абеля как пастушью собаку, но потом признал перед Катри свою неправоту.
Сэйю: Акио Нодзима
Улла Райккола (яп. ウッラ・ライッコラ У:ра Райккора) — жена Теэму, хозяйка фермы Райккола. Часто печёт блины, которые любила её покойная дочь Лейна, умершая в возрасте шести лет. Страдает душевным расстройством в связи с потерей дочери. Когда Катри пришла работать на ферму, Аннели сообщила что трагедия случилась 2 года назад.
Сэйю: Икуко Сугита
Вихтори (яп. ビヒトリ Бихитори) — работник на ферме Райккола. 
Сэйю: Цутому Фудзи
Аннели (яп. アンネリ Аннэри) — работница на ферме Райккола.
Сэйю: Рэйко Судзуки
Эско (яп. エスコ Эсуко) — Дядя Теэму.  Занимается столярным делом.
Сэйю: Тосия Уэда
Эльна Райккола (яп. エルナ・ライッコラ Эруна Райккора) — Младшая дочь Уллы и Теэму.
Арно (яп. アルノ Аруно) — двоюродный брат Теэму.
Сэйю: Оояма Такао
Гунинла (яп. グニンラ Гунинра) — пожилая женщина, приезжающая на зиму на ферму Райккола чтобы работать. Проживает в деревне Тюрин. Она научила Катри прясть пряжу. 
Сэйю: Такахаси Кадзуэ
Ханна (яп. ハンナ Ханна) — работница на ферме Райккола, на самом деле сообщница воров, готовящихся к ограблению. Ненавидит Катри и Абеля.
Сэйю: Ёсида Рихоко
Пекка (яп. ペッカ Пэкка) — пастух с фермы Пентира, один из лучших друзей Катри.
Сэйю: Сиоя Ёку
Хелена (яп. ヘレナ Хэрэна) — двоюродная сестра Мартти, терпеть не может Катри.
Сэйю: Кобаяси Юко
Миина (яп. ミーナ Ми:на) — мама Хелены. 
Сэйю: Мацуо Ёсико
Аки Ранта (яп. アッキ・ランタ Акки Ранта) — студент. Был арестован полицией за участие в движении за независимость Финляндии. При первой встрече с Катри он процитировал «Калевалу», из той сцены, где Вяйнямёйнен встретил красавицу Айно. Он подарил Катри эту книгу.
Сэйю: Иноуэ Кадзухико
Госпожа Ранта (яп. ランタ夫人 Ранта фудзин) — мать Акки, дружит с Мииной, матерью Хелены.
Сэйю: Муто Рэйко

### Усадьба Куусела
Лотта Куусела (яп. ロッタ・クウセラ Ротта Куусэра) — хозяйка усадьбы Куусела. Не умеет работать в полях, так как выросла в городе. Увлекается вышиванием, чему также научила Катри.
Сэйю: Такидзава Кумико
Клаус Куусела (яп. クラウス・クウセラ Кураусу Куусэра) — сын Лотты. Любит играть с Катри и Абелем.
Сэйю: Косака Макото

## Саундтреки
Саундтреки к сериалу, созданные Хидэки Фуюки, который был вдохновлен работой Яна Сибелиуса, одним из величайших традиционных финских композиторов. В саундтреках к этому аниме можно узнать Карелию (op. № 11), Лемминкяйнен (op. № 22) и Финляндию (ор. 26 № 7). Особенно последняя часть, которая стала символом борьбы финского народа за свою независимость, является главной темой сериала.
1. Япония: (вступительная заставка) «Love With You», (эндинг) «Kaze No Komoriuta» в исполнении Ти Кобаяси.
2. Италия : «Le avventure della dolce Kati» песню поёт Кристина Д’Авена.
3. Нидерланды: «Nathalie».
4. Испания : «Dulce Katoli»